# هجر (سرار)

تعديل مصدري - تعديل

هجر هي إحدى قرى عزلة سرار بمديرية سرار التابعة لمحافظة أبين، بلغ تعداد سكانها 30 نسمة حسب تعداد اليمن لعام 2004.